# Pteris verticillata
Pteris verticillata är en kantbräkenväxtart som först beskrevs av Carolus Linnaeus, och fick sitt nu gällande namn av David Bruce Lellinger och Proctor. Pteris verticillata ingår i släktet Pteris och familjen Pteridaceae. Inga underarter finns listade.